# Haribhadra
Haribhadra est le nom d'une part d'un doxographe jaïn du viiie siècle (Haribhadra I ou Haribhadra Sūri), d'autre part d'un docteur bouddhiste de tendance syncrétiste (vers 800) (Haribhadra II).

## HaribhadraI
Haribadra I a été un chef du groupe des moines-ascètes de la branche shvetambara du jaïnisme entre le VIIe et le VIIIe siècle de notre ère sur le sous-continent indien.
Issu d'une famille de brahmanes du Rajasthan,, il était reconnu pour sa soif de connaissance et son humilité. On lui doit de nombreux textes importants sur le jaïnisme dans les domaines de la logique, du yoga, de l'astrologie, et même des nouvelles. Son œuvre majeure est le Dharmabindu qui parle des règles à suivre pour les adeptes laïcs du jaïnisme. Il a aussi été un pionnier dans l'écriture des textes jaïns en sanskrit plutôt qu'en prakrit.
Sa doxographie, le Shad-darshana-samuchchaya (Ṣaḍdarśanasamuccaya, « Compendium des six systèmes philosophico-religieux ») présente un résumé de plusieurs systèmes philosophiques, dont le bouddhisme et le jaïnisme. C'est d'ailleurs à ce dernier système qu'est consacrée la plus grande partie de l'ouvrage, qui se termine sur ce jugement: « le jaïnisme ne peut être attaqué de nulle part » — ce qui n'empêche pas l'auteur de donner une présentation objective des autres systèmes, laissant le soin aux sages de se déterminer par eux-mêmes. L'ouvrage est également réputé en dehors des milieux jaïns.

## HaribhadraII
Haribhadra II est un exégète bouddhiste indien, actif vers 800, sous la dynastie Pâla. Il a peut-être été l'élève de Shantarakshita et il était un contemporain de Kamalashila. On le connaît pour son volumineux commentaire de la Prajnaparamita en 8000 vers, intitulé Abhisamayâlamkâralokâ (« La Lumière sur l'Ornement de la compréhension supérieure »),. Cet ouvrage apporte une synthèse entre le courant du Madhyamaka et la pensées des œuvres de la Prajnaparamita.